# Oued Djer
Oued Djer è un comune dell'Algeria, situato nella provincia di Blida.